# (33954) 2000 ND
2000 ND (asteroide 33954) é um asteroide da cintura principal. Possui uma excentricidade de 0.11199120 e uma inclinação de 1.87259º.
Este asteroide foi descoberto no dia 1 de julho de 2000 por Paul G. Comba em Prescott.